# قوة تذبذب
قوة التذبذب (بالإنجليزي: Oscillator strength) هي كمية بلا أبعاد تعبر عن قوة الانتقالات في الذرة عندما تمتص فوتون وتنتقل الإلكترونات من مستوى طاقة أدنى إلى مستوى طاقة أعلى, لنرمز عن قوة التذبذب لانتقال الإلكترون من المستوى الأول إلى الثاني بالرمز {\displaystyle f_{12}}
{\displaystyle f_{12}={\frac {2}{3}}{\frac {m_{e}}{\hbar ^{2}}}(E_{2}-E_{1})\sum _{m_{2}}\sum _{\alpha =x,y,z}|\langle 1m_{1}|R_{\alpha }|2m_{2}\rangle |^{2},}
حيث أن:
{\displaystyle R_{\alpha }=\sum _{i=1}^{N}r_{i,\alpha }.}
{\displaystyle m_{e}} كتلة الإلكترون و {\displaystyle \hbar } ثابت بلانك المُخْتَزَل ,
{\displaystyle |nm_{n}\rangle ,n=1,2,..} المستويات الكمية .